# Battle (videogioco)
Battle è un videogioco strategico a turni pubblicato nel 1987 per Commodore 16 dalla Mastertronic. Rappresenta un combattimento tattico con forze navali e aeree predefinite, in un immaginario conflitto armato tra due compagnie petrolifere nel Mare del Nord.
La copertina originale ritrae forze della seconda guerra mondiale, ma in realtà il gioco non ha niente a che vedere con essa, ed è ambientato in un vicino futuro in cui le riserve mondiali di petrolio si stanno esaurendo.

## Modalità di gioco
Si può giocare contro il computer o contro un altro giocatore umano. La schermata di gioco mostra la mappa di una zona di mare con alcune isole e con le pedine delle unità navali e aeree delle due fazioni. La mappa è idealmente divisa in caselle quadrate, ma i loro bordi non sono visibili. Sotto la mappa c'è un quadro informativo a icone.
Ogni fazione ha a disposizione 4 piattaforme petrolifere, 4 navi differenti, 2 sottomarini differenti, 1 aereo e 1 elicottero, che iniziano la partita in posizioni predefinite. L'obiettivo è distruggere tutte le piattaforme avversarie oppure tutti i mezzi avversari.
Ogni turno di gioco è costituito da due fasi: l'impostazione degli ordini da parte di entrambi i giocatori e l'esecuzione automatica dei suddetti ordini. Tutti i comandi si danno solo da tastiera, con uno specifico tasto per ogni azione. Ogni giocatore al proprio turno comanda prima i movimenti di tutte le unità in sequenza fissa, poi gli armamenti di tutte le unità in sequenza fissa; nel quadro informativo un'icona mostra qual è l'unità da comandare e tre puntini rossi indicano l'icona del movimento o dell'arma da comandare. Durante la fase di esecuzione una piccola animazione al posto del quadro informativo mostra l'eventuale distruzione di unità.
Ogni unità in un dato momento ha un orientamento in una delle otto direzioni cardinali, di solito non visibile direttamente sulla mappa (solo il simbolo dell'aereo può ruotare), ma tramite una bussola. Ha anche uno stato di movimento: marcia avanti, fermo (l'aereo può fermarsi solo sulle isole), o marcia indietro (non possibile per i velivoli). Tutti i mezzi in marcia si spostano di una casella per turno; a inizio partita passano parecchi turni prima che gli avversari arrivino a distanza di tiro l'uno dall'altro. I comandi di movimento che si possono dare a ogni turno sono il cambio di rotta di 45° a destra o a sinistra, il cambio di marcia e la fermata. I sottomarini inoltre possono immergersi ed emergere. Le piattaforme sono inerti e non controllabili.
Ogni unità, a seconda del tipo, può essere dotata di uno o due armamenti, tra cannoni, razzi, siluri e bombe di profondità. L'elicottero è disarmato, ma dotato di sonar che, a elicottero fermo, permette di individuare i sottomarini nemici nelle vicinanze, altrimenti non visibili quando immersi. Tutte le armi hanno munizioni limitate. Ogni arma può essere efficace o meno contro un certo tipo di bersaglio. La dotazione di ciascuna unità e l'efficacia delle armi sono mostrate da tabelle nel manuale. Le armi si possono sparare in qualunque delle otto direzioni, tranne razzi dall'aereo e siluri dai sottomarini, che si sparano solo in avanti. Le armi sparate avanzano fino alla propria gittata distruggendo qualunque cosa incontrino, se efficaci su di essa, anche se fosse un alleato; i razzi avanzano per due turni. Le piattaforme si possono distruggere anche scontrando e sacrificando contro di esse un mezzo; altri scontri non sono possibili.

## Accoglienza
Battle si faceva notare perché i giochi di genere strategico non erano comuni per Commodore 16, oltretutto era venduto a basso costo.
Tuttavia fu poco apprezzato dalla critica europea.
La rivista Zzap! gli diede un giudizio appena del 41%, trovandolo giocabile ma limitato dalle possibilità del Commodore 16. Commodore User diede un simile voto complessivo di 4/10, ritenendo il gioco un po' scialbo e soporifero.
Aktueller Software Markt diede valutazioni mediocri. Commodore Welt fu poco entusiasta, anche perché il gioco e il suo sistema di controllo costringono troppo spesso a consultare le istruzioni.
What Poke?, con un voto complessivo del 72%, fu un raro caso di testata abbastanza soddisfatta, sebbene trovasse il gioco un po' semplice.